# Hemiberlesia loranthi
Hemiberlesia loranthi är en insektsart som först beskrevs av Robert Malcolm Laing 1929.  Hemiberlesia loranthi ingår i släktet Hemiberlesia och familjen pansarsköldlöss. Inga underarter finns listade i Catalogue of Life.